# Fernando Andriacci
Fernando Aguirre Andriacci (Cuicatlán, Oaxaca, 20 de abril de 1972) es un pintor y escultor.

## Carrera
De 1983 a 1988 estudió pintura, dibujo, escultura, grabado y cursos de filosofía e historia del arte en el Taller de la Casa de la Cultura Oaxaqueña en la ciudad de Oaxaca donde fue alumno de Manuel Ruiz Avendaño. 
Posteriormente ingresó al Taller de Artes Plásticas "Rufino Tamayo" para tomar clases de pintura, dibujo, escultura, grabado, litografía, xilografía, técnicas mixtas y preparación e investigación de materiales e historia del arte bajo la dirección de Atanacio García Tapia de 1989 a 1993.
Fernando Andriacci se destaca por su trabajo de pintura, cerámica y muralismo. En su obra resaltan las figuras de animales y vegetales que se adornan con figuras decorativas más pequeñas y a menudo recurre a las representaciones zoomorfas. 
Fue fundador del Taller de Artes Plásticas Municipales y Pintura Monumental Rodolfo Nieto. Este espacio orienta la creación de murales en espacios públicos y edificios de gobierno. 

### Murales[citarequerida]
- Colección Jumex. Ciudad de México.
- Papalote Museo del Niño. Ciudad de México.
- Biblioteca Municipal de San Felipe del Agua. Oaxaca, Oaxaca.
- Observatorio Astronómico. Oaxaca, Oaxaca.
- Hospital American British Cowdray Medical Center. Ciudad de México.
- Explanada de la presidencia municipal de Mineral de la reforma, Hidalgo

## Premios y reconocimientos
- Mención Honorífica en la Segunda bienal de Puebla de los Ángeles, Arte Barroco en la Universidad Iberoamericana, Puebla, México en 1999.